# Kocour (Červený trpaslík)
Kocour (v originále Cat) je fiktivní postavou ze seriálu Červený trpaslík. Je příslušníkem druhu Felis sapiens, který se na lodi vyvinul za tři miliony let, během kterých bez posádky putuje vesmírem, z Listerovy kočky Frankenstein. Těsně před smrtí všech členů posádky byl Dave Lister zavřen do stáze (za to, že ilegálně propašoval kočku na palubu lodi) a katastrofu proto přežil. Ostatní příslušníci druhu Felis sapiens kromě několika neschopných jedinců, se v důsledku náboženských sporů vypravili do vesmíru před Kocourovým početím. Kocour je potomkem chromé kočky a hloupého kocoura. Druh Felix sapiens je velmi podobný člověku, liší se od něj jen v několika detailech (například zuby, počet bradavek, kterých má šest, melodický srdeční puls). Vystupuje v seriálu od začátku, a v každé epizodě. Kocourovu roli ztvárnil herec a tanečník Danny John Jules, jeho českým dabérem je Miroslav Vladyka. Kocour je charakteristický svou nesmírnou leností, neukojitelnou touhou po jídle, spánku a sexu a především egoismem, který se projevuje také přehnaným dbáním o správné oblékání a vůbec o svůj vzhled (marnivost).

## Charakter
Kocour vykazuje vlastnosti ješitnosti. Jeho vůbec prvními větami v seriálu (díl „Konec“, 1988) jsou: „Jak vypadám? Vypadám dobře. Nebuď tak skromnej, vypadáš líp než dobře. Vypadáš nebezpečně!!! Aaaááůů, jééé, střežte seee! Aaaůůůů! Hele, co je tohle? Ááh, to je můj stín. Éhh, dokonce i můj stín vypadá hezky. Já vypadám pěkně, můj stín vypadá pěkně – parádní dvojka! Oba jsme k zulíbání!“
V prvních epizodách se Kocour projevuje typickým kočičím chováním, jako je olizování každého, kdo mu dává jídlo, hraní si s „blejskátkem“ a značkování svého teritoria, kvůli kterému nosí v kapse malý sprej. Při pachovém značení opakuje: „Tohle je moje, to je moje, a tohle všechno je moje.“
Čtvrtou sérii se Kocour stává méně posedlým pářením a začíná si vytvářet přátelství s Davem Listerem a Krytonem (k Rimmerovi chová silnou nechuť) a dokonce začne při několika příležitostech projevovat upřímný zájem o ostatní. Stává se zkušeným pilotem Kosmika a rozvíjí schopnost „čichat“ nebezpečné jevy, a to i ve vesmíru. Vzhledem k tomu, že nerozumí vědeckým termínům, anomálie popisuje jako např. jako „vířivou věc“.